# Michael Stubbs
Michael Stubbs é um linguista conhecido por seus trabalhos em análise do discurso, ensino de línguas, letramento e linguística de corpus.